# Wudzyn (przystanek kolejowy)
Wudzyn – przystanek kolejowy w Wudzynie, w województwie kujawsko-pomorskim, w Polsce.

## Ruch pasażerski
| Rok  | Wymiana pasażerska na dobę |
| ---- | -------------------------- |
| 2017 | 150-199                    |
| 2022 | 200-299                    |